# سلاسل الوقارتة
سلاسل الوقارتة (بالإنجليزية: Ougarta chains) هي كتلة جبلية تقع في منطقة الساورة بالجنوب الغربي الجزائري. الكتلة موجهة شمال-غرب/جنوب-شرق وتمتد بطول 250 كم وعرض أقصاه 50 كم.
أعلى قمة في السلسلة هي جبل بالتواريس (ارتفاع 890 م) المتواجد بأقصى شمال-غرب السلسلة. القمم الأخرى هي جبل غمومة (867 م) و جبل برقة سعيدة (855 م) وهما الآخران يقعان بالشمال الغربي.
القمم الأخرى تتراوح بين 772 م (في الشمال-الغربي) و602 م (بالجنوب-الشرقي).
يحيط بسلسلة الوقارتة:
- من الشرق العرق الغربي الكبير (وادي الساورة باعتباره الحاجز الجغرافي بين المنطقتين).
- من الغرب عرق الراوي.